# شاپرک خاشاک هویدا
شاپرک خاشاک هویدا (نام علمی: Orgyia definita) نام یک گونه از تیره شاپرکان کپه‌ای است.